# Joël Egloff
 (décembre 2023).
Si vous disposez d'ouvrages ou d'articles de référence ou si vous connaissez des sites web de qualité traitant du thème abordé ici, merci de compléter l'article en donnant les références utiles à sa vérifiabilité et en les liant à la section « Notes et références ».
Pour les articles homonymes, voir Egloff.
Joël Egloff, né en 1970 en Moselle, est un scénariste et écrivain français qui vit à Metz.

## Biographie
Après son bac littéraire (A2) en 1988 au lycée Jean-Victor-Poncelet de Saint-Avold, Joël Egloff suit des études d’histoire à Strasbourg puis s'inscrit dans une école de cinéma, l’ESEC (École supérieure libre d’études cinématographiques) à Paris. Il écrit des scénarios et travaille notamment en tant qu’assistant-réalisateur. Il se consacre à présent à l’écriture. Il est l’auteur de cinq romans, dont L'Étourdissement qui a obtenu le prix du Livre Inter 2005.
L’Homme que l’on prenait pour un autre (Buchet-Chastel, 2008) allie étrange poésie et humour noir. Il s'agit de l’histoire d’un individu au physique si ordinaire et au visage si commun qu'il est « quotidiennement pris pour quelqu'un d’autre ».
En 2017, son premier roman Edmond Ganglion & fils est adapté au cinéma sous le titre Grand Froid, par Gérard Pautonnier, avec Jean-Pierre Bacri, Arthur Dupont et Olivier Gourmet.

## Œuvres

### Romans
- Edmond Ganglion & fils

1. Monaco ; Paris : Éd. du Rocher, 1999, 162 p. (Littérature).  (ISBN 2-268-03329-5)
2. Extrait in 12 extraits de romans de la rentrée, supplément de Lire n° 277 "spécial livres de poche", 07/1999, p. 37-43.
3. Paris : Éd. France loisirs, 2000, 162 p.  (ISBN 2-7441-3428-7)
4. Paris : Gallimard, 2001, 162 p. (Folio ; 3485).  (ISBN 2-07-041357-8)
5. Monaco ; Paris : Éd. du Rocher, 2009, 162 p. (Littérature).  (ISBN 978-2-268-06893-0)
6. Monaco ; Paris : Éd. du Rocher, 2017, 162 p. (Littérature).  (ISBN 978-2-268-09571-4)

- Les Ensoleillés

1. Monaco ; Paris : Éd. du Rocher, 2000, 157 p. (Littérature).  (ISBN 2-268-03749-5)
2. Paris : Gallimard, 2002, 157 p. (Folio ; 3651).  (ISBN 2-07-041972-X)

- Ce que je fais là assis par terre

1. Monaco ; Paris : Éd. du Rocher, 2003, 154 p. (Littérature).  (ISBN 2-268-04765-2)

- L'Étourdissement

1. Paris : Buchet-Chastel, 2004, 142 p.  (ISBN 2-283-02020-4)
2. Paris : le Grand livre du mois, 2005, 142 p.  (ISBN 2-286-01662-3)
3. Paris : Éd. France loisirs, 2006, 187 p. (Courts romans & autres nouvelles).  (ISBN 2-7441-8882-4)
4. Paris : Gallimard, 2006, 140 p. (Folio ; 4418).  (ISBN 2-07-031157-0)

- L’Homme que l’on prenait pour un autre

1. Paris : Buchet-Chastel, 2008, 202 p.  (ISBN 978-2-283-02169-9)
2. Paris : Pocket, 2009, 153 p. (Pocket Best ; n° 13722).  (ISBN 978-2-266-18431-1)

- J’enquête

1. Paris : Buchet-Chastel, 2016, 288 p.  (ISBN 978-2-283-02631-1)
2. Paris : Gallimard, 2017, 234 p. (Folio ; 6277).  (ISBN 978-2-07-079405-8)

- Ces féroces soldats

1. Paris : Buchet-Chastel, 2024.  (ISBN 978-2-283-03863-5)

### Romans jeunesse
- Le Chien sans nom[1], illustrations de Gaëtan Dorémus, Albin Michel jeunesse, 2021

### Nouvelles
Recueils de nouvelles
- Libellules - Grand prix SGDL de la Nouvelle 2012

1. Paris : Buchet-Chastel, 2012, 192 p.  (ISBN 978-2-283-02333-4)
2. Paris : Gallimard, 2014, 147 p. (Folio ; n° 5706).  (ISBN 978-2-07-045338-2)

Nouvelles
- « Ta maison, l’assurance te la remboursera ». Le Figaro littéraire, 20 juillet 2007. Version en ligne sur le site du Figaro
- « La Grande Réparation », dans Bienvenue en Transylvanie : neuf histoires de vampires, anthologie. Paris : Points n° 2971, 02/2013, p. 127-141.  (ISBN 978-2-7578-3287-5)
- Kate (nouvelle tirée du recueil Libellules). Beaulieu-sur-Layon : les Éditions pneumatiques, 06/2018, 15 p.  (ISBN 978-2-490461-09-7)

### Préfaces
- La Source  de Hubert Mingarelli. Sainte-Anastasie : Cadex, 2012, 52 p. (Texte au carré).  (ISBN 978-2-913388-82-6)
- Le Petit singulier de Metz : guide du curieux / Jean-Christophe Diedrich ; ill. François Drapier ; photogr. Olivier Toussaint ; préf. Joël Egloff. Plesnois : les éd. La Paulette, 11/2018, 192 p.  (ISBN 978-2-9565736-0-9)

## Récompenses
- 1999 : prix Alain-Fournier pour Edmond Ganglion & fils (Éd. du Rocher)
- 2000 : prix Erckmann-Chatrian pour Les Ensoleillés (Éd. du Rocher)
- 2004 : grand prix de l’Humour Noir pour Ce que je fais là assis par terre (Éd. du Rocher)
- 2005 : prix du Livre Inter et prix du roman des libraires Édouard-Leclerc pour L'Étourdissement (Buchet-Chastel)
- 2012 : grand prix SGDL de la Nouvelle pour Libellules (Buchet-Chastel)

## Adaptations de ses œuvres

### Théâtre
- 2007 : L'Étourdissement. Adaptation théâtrale et mise en scène de Luc Clémentin avec : Denis Barré, Christine Zavan, Benjamin Zeitoun. Création au Théâtre Confluences (Paris XXe arrondissement, du 24 octobre au 25 novembre 2007).
- 2010 : Ce que je fais là assis par terre. Mise en scène Delphine Bardot ; pièce d'après le roman de Joël Egloff adapté par Benoît Fourchard ; musique Antoine Arlot et Pierre Boespflug ; vidéo Marine Drouard ; scénographie et marionnettes Yseult Welschinger ; coproduction Compagnie la Soupe, Centre culturel André Malraux de Vandoeuvre-lès-Nancy, TGP de Frouard. Avec Éric Domenicone, Alexandre Picard et Pierre Boespflug. Représentation : Centre culturel André Malraux (Dominique Répécaud), Vandœuvre-lès-Nancy, 12 janvier 2010. (BNF 42347238)

### Courts-métrages
- 2007 : Les Ensoleillés. Réalisation Didier Massot. Jeu : sophie Bezard. Cadre : Loetitia Candellier. Durée : 8 min 42 s. Court métrage tourné lors d’un stage de direction d’acteurs. C'est le résultat d’un travail effectué par le réalisateur avec la comédienne Sophie Bezard sur un monologue du recueil Les Ensoleillés.
- 2014 : L’Étourdissement. Réalisation : Gérard Pautonnier. Production : Elzevir Films & Bactery Films. Durée : 23 min. Avec : Arthur Dupont, Philippe Duquesne, Pascale Arbillot, Nicolas Vaude, Féodor Atkine, Miglen Mirtchev, Éric Bougnon, Marie Berto.

### Long métrage
- 2017 : Grand Froid, film réalisé par Gérard Pautonnier, scénario de Joël Egloff & Gérard Pautonnier d'après le roman Edmond Ganglion & fils. Avec Jean-Pierre Bacri, Arthur Dupont, Olivier Gourmet. Prix du public au meilleur scénario au Festival d'Angers.

### Bande dessinée
- Ganglion & Fils / scénario Pog ; dessin Cédrick Le Bihan. Chamay-lès-Mâcon : Fluide Glacial, 03/2020, 62 p.  (ISBN 978-2-37878-327-3)